# Alsip
Alsip es una villa ubicada en el condado de Cook en el estado estadounidense de Illinois. En el Censo de 2010 tenía una población de 19.277 habitantes y una densidad poblacional de 1.146,12 personas por km².

## Geografía
Alsip se encuentra ubicada en las coordenadas 41°40′13″N 87°44′9″O / 41.67028, -87.73583. Según la Oficina del Censo de los Estados Unidos, Alsip tiene una superficie total de 16.82 km², de la cual 16.55 km² corresponden a tierra firme y (1.6%) 0.27 km² es agua.

## Demografía
Según el censo de 2010, había 19277 personas residiendo en Alsip. La densidad de población era de 1.146,12 hab./km². De los 19277 habitantes, Alsip estaba compuesto por el 67.98% blancos, el 18.13% eran afroamericanos, el 0.37% eran amerindios, el 2.28% eran asiáticos, el 0.11% eran isleños del Pacífico, el 8.62% eran de otras razas y el 2.51% pertenecían a dos o más razas. Del total de la población el 19.93% eran hispanos o latinos de cualquier raza.